# كشمش أحمر
الكِشْمِش الأحمر أوريباس أحمر أو  الكِشْمِش العُنْقُوديّ أو رِيباس أو رِيواج أو رِيباج أو رِيواس أو عنب الثعلب أو عنب النصارى (بالإنجليزية: Redcurrant)‏ هو نوع من الكشمش ضروبه الزراعية كثيرة العدد جميعها جنبات فرعاء نفضية تعلو من 100 إلى 150 سم. أوراقه ثلاثة أو خماسية الفلق المسننة. عناقيده الزهرية تجمع نحو 20 زهرة لونها إلى الخضار المُوَشَّح بالأحمر. ثماره متوسطة القد، كروية حمراء لذيذة مستحبة. يجود في جميع الأتربة لا يخشى سوى المندمجة المرطاب. يتكاثر بالثعلبة ويثمر على الأفناد المحولة.

## الزراعة

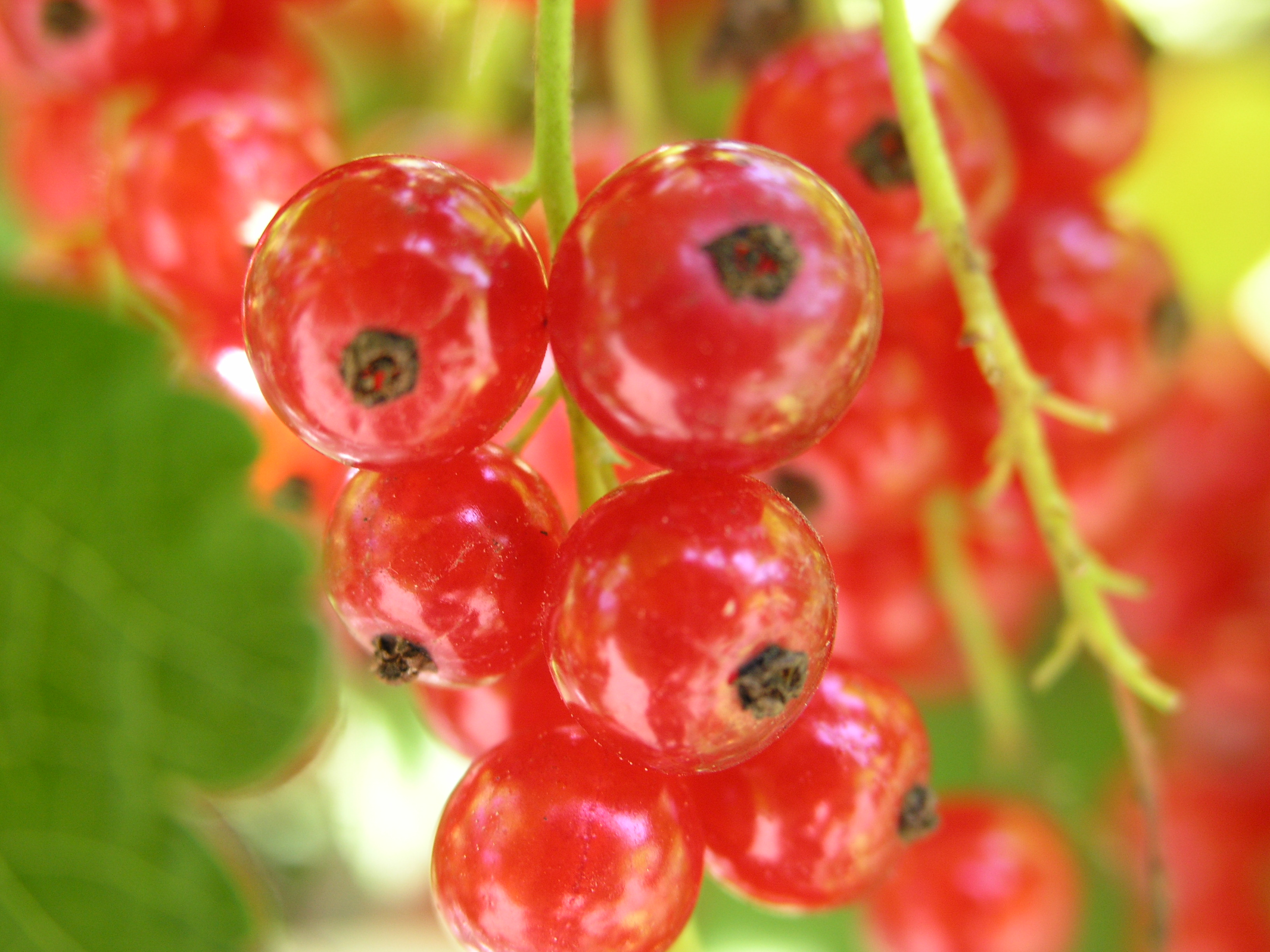
الثمار الناضجة من الكشمش الأحمر

الموطن الأصلي للكشمش الأحمر هو شمال وشرق أوروبا، والعديد من المستنبتات أُنتجت في البداية في بلجيكا وشرق فرنسا. أنتجت ضروب عديدة منه وتُزرع اليوم في الحدائق. قد يوجد الكشمش الأحمر في الأراضي الآسيوية أيضاً.
يعد الكشمش الأبيض أحد الأصناف المستنبتة من الكشمش الأحمر. ويعد أيضًا أحسن طعمًا وضربٌ أمهق من الكشمش الأحمر وهو ليس من الأنواع النباتية المنفصلة.
تفضل شجيرات الكشمش أشعة الشمس، ويمكن أن تنمو في أي نوع تربة. وهو من النباتات التي تحتاج القليل من العناية وتستخدم أيضًا نباتاتٍ للزينة.

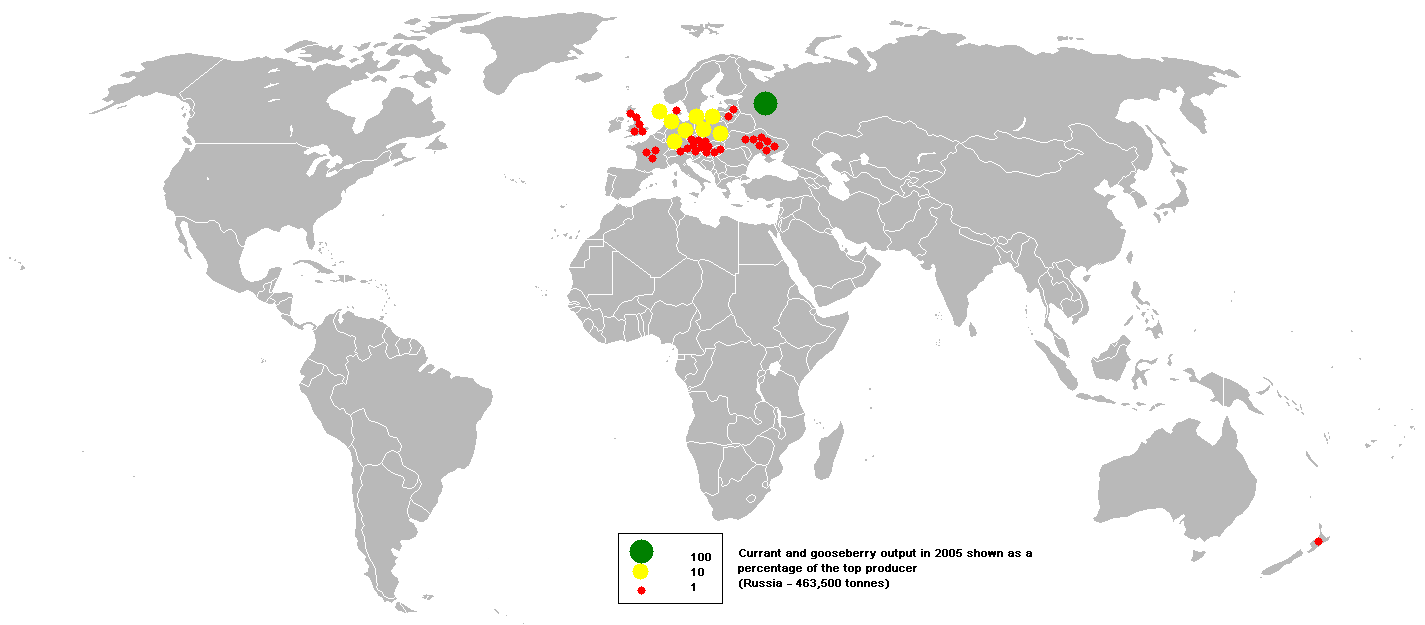
إنتاج الكشمش الأحمر حسب البلاد عام 2005

## استخدامه بغرض الطهي

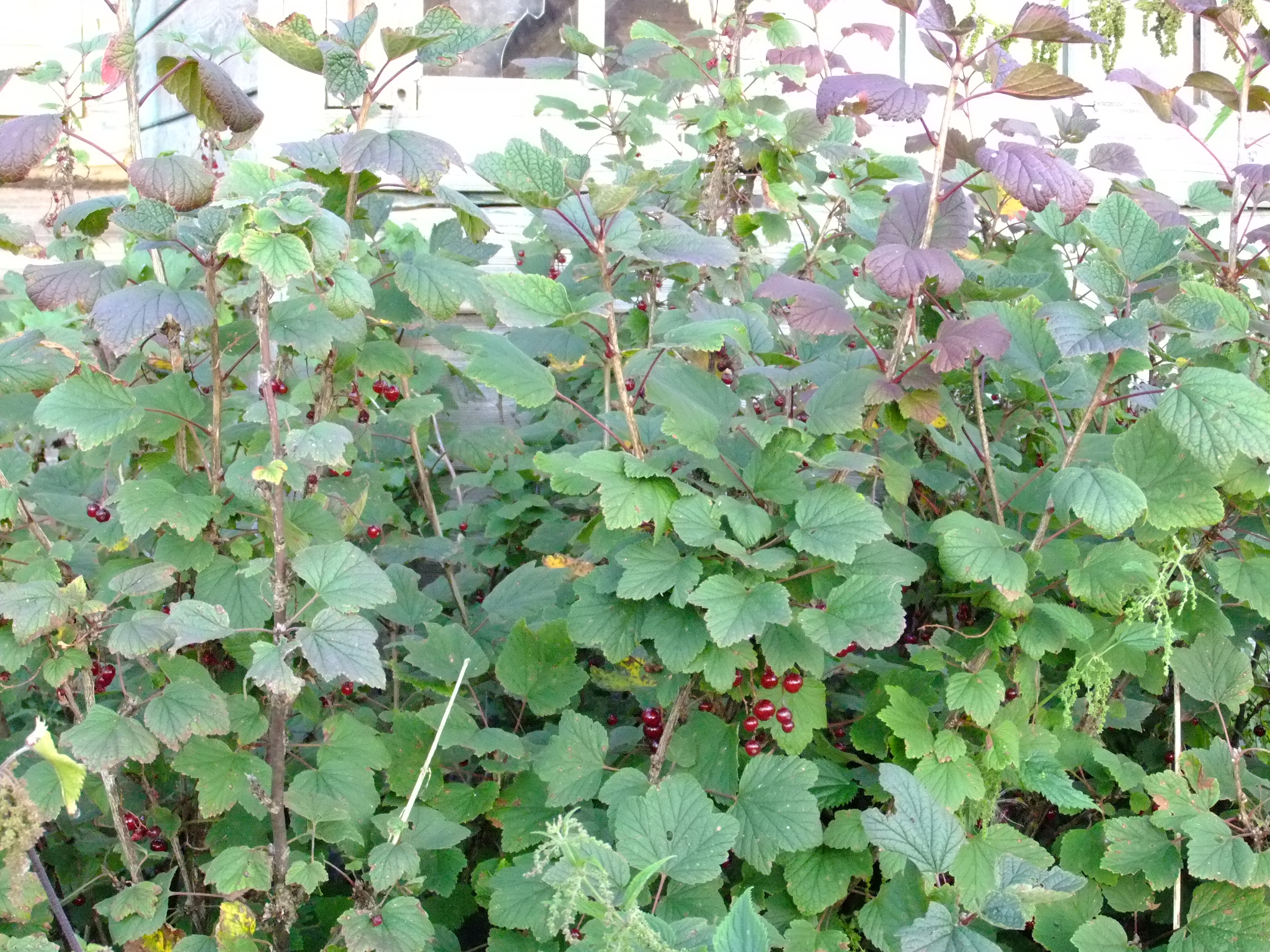
شجيرات الكشمش الأحمر بالقرب من منزل مهجور في قرية روسية

الطعم اللاذع لفاكهة الكشمش الأحمر ألذ بكثير من الكشمش الأسود عند النضج، ولكن بنفس قدر الحلاوة. عادة ما تُزرع بغرض صناعة المربى إلا أنها تقدم نيئة أو تقدم مع السلطة أو زينة أو على هيئة مشروب في موسمها.

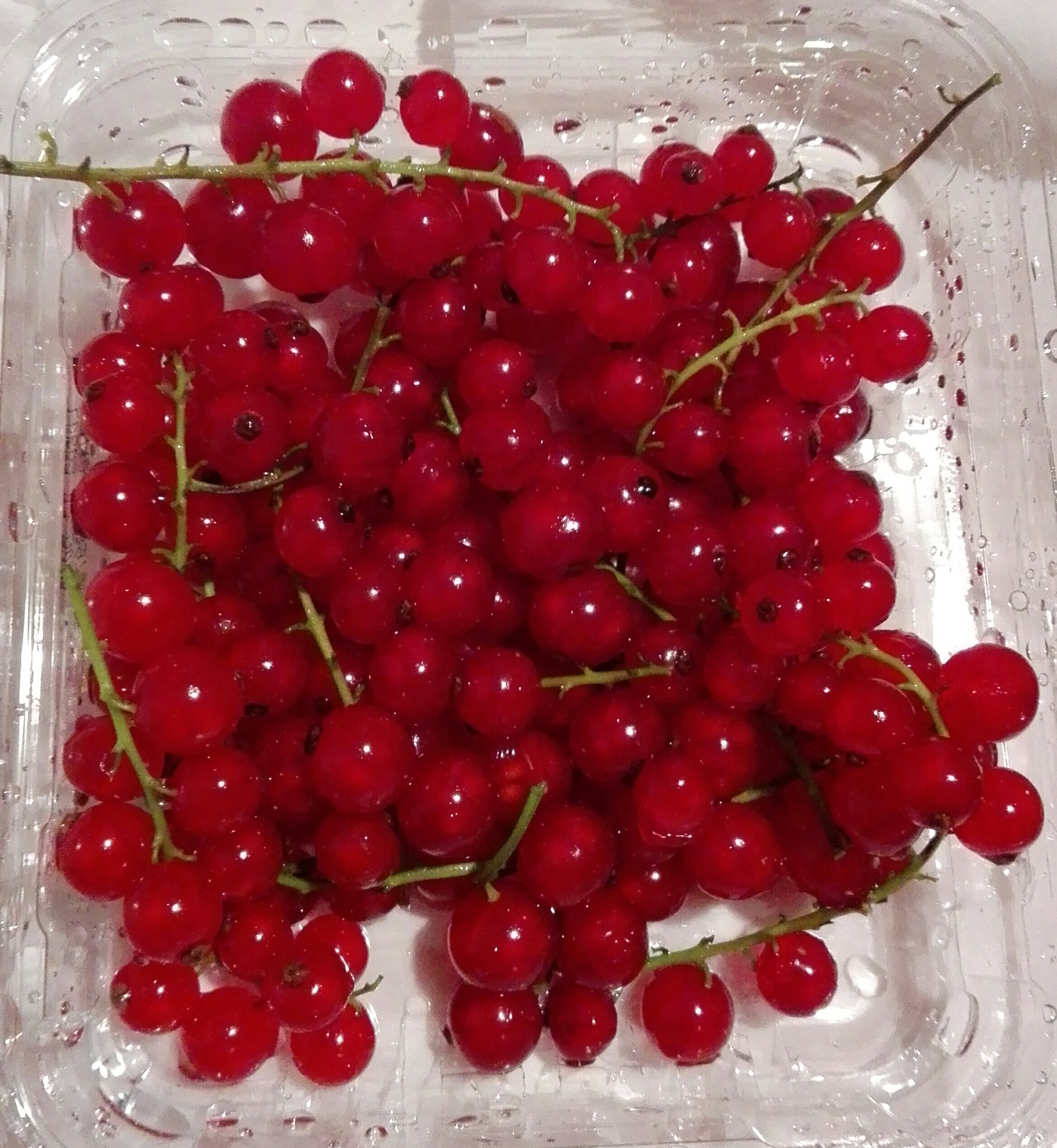
نبات الكشمش الأحمر في مدينة شلمنقة الإسبانية.

في المملكة المتحدة، يعد مربى الكشمش الأحمر أحد أنواع التوابل وتقدم حسب التقاليد مع لحم الضأن عن شيَّها. يصنع مربى الكشمش الأحمر بنفس طريقة أي مربى وذلك عن طريق إضافة الكشمش الأحمر للسكر وغليه.
يستخدم الكشمش الأحمر في الدول الإسقندفية وشمال شرق ألمانيا في شوربة الفواكه وفي الحلوى الشحمية (البودينق) ويُسمَّى (Rødgrød, Rote Grütze)، ويستخدم في ألمانيا حشواً للفطائر. في لينتز بأستراليا يشتهر اشتهاراً كبيراً حيث يستخدم في حشو الفطيرة المحلية في لينتز. يمكن الاستمتاع بمذاقه كما هو طازجًا دون إضافة السكر له.
يضاف عصير الكشمش الأحمر المنتقى إلى لمياه الغازية في الدول الناطقة بالألمانية ويُسمَّى فقَّاع الكشمش الأحمر (بالألمانية: Johannisbeerenschorle).